# Slocan River
Der Slocan River ist ein 97 km langer orographisch rechter Nebenfluss des Kootenay River in der kanadischen Provinz British Columbia. Er bildet den Übergang zwischen der westlich gelegenen Vallhala Ranges und der östlich gelegenen Slocan Ranges, welche beide Teil der Selkirk Mountains sind.
Sein Einzugsgebiet umfasst eine Fläche von 3290 km².

## Flusslauf
Der Slocan River hat seinen Ursprung im See Slocan Lake und fließt von dort in südlicher Richtung an Slocan und Winlaw vorbei, um nahe Shoreacres in den Kootenay River zu münden. Der British Columbia Highway 6 verläuft entlang dem Flusslauf.